# Villers-au-Bois
Villers-au-Bois är en kommun i departementet Pas-de-Calais i regionen Hauts-de-France i norra Frankrike. Kommunen ligger i kantonen Vimy som tillhör arrondissementet Arras. År 2022 hade Villers-au-Bois 610 invånare.

## Befolkningsutveckling
Antalet invånare i kommunen Villers-au-Bois
| Referens: INSEE |